# Sass
Sass var en svensk adlig släkt.
Ätten Sass är känd sedan 1400-talet från Baltikum och tros ha sina rötter från Tyskland utifrån namnet. Vapnets tidigaste förekomst är från 1524. Då var lejonet utan krona och stod som helfigur i skölden. Detta vapen tillhörde Gerhard von Sass. 
Arvtagaren till godset Sassenhof i Turaida i Lettland, dåvarande Treidens socken i Livland, Henrik von Sass deltog från 1624 i det livländska kriget på den svenska sidan och var överstelöjtnant vid Åbo läns infanteriregemente i många år när han sedan blev naturaliserad svensk adelsman 1645. Släkten utslocknade på svärdssidan den 28 januari 1874.
En släktgren immatrikulerades på det finska riddarhuset den 30 januari 1819 under nummer 32. Denna gren utslocknade den 7 april 1825.

## Vapensköld beskrivning
På målningen av vapenskölden skrevs ättens namn som SASSER AFF MELŸLLA vilket syftar på Melkkilä säteri i Bjärnå socken i Finland som han vid sitt giftermål erhållit. Utifrån vapnet från 1524 har man valt att lägga till tre stjärnor på den nedre delen av skölden; dessutom återfinns en stjärna mellan vingarna på den krönta hjälmen.  